# Varennes-en-Argonne
Varennes-en-Argonne è un comune francese di 684 abitanti situato nel dipartimento della Mosa nella regione del Grand Est.
Il paese è diventato celebre per l'episodio dell'arresto di Luigi XVI e della sua famiglia, la sera del 21 giugno 1791, durante un tentativo di fuga che quindi fallì. Questi volevano raggiungere delle truppe rimaste fedeli alla monarchia, durante la Rivoluzione francese, a Montmédy. Il re fu arrestato grazie a Jean-Baptiste Drouet, maître de poste di Sainte-Menehould, che l'aveva riconosciuto (si racconta che l'abbia confrontato con l'effigie posta su una moneta) al momento del suo passaggio nella sua città, e che riuscì a precedere le carrozze reali a Varennes per allertare la popolazione locale.
Durante la prima guerra mondiale, occupata allora dalle truppe tedesche, Varennes fu quasi completamente distrutta da quattro anni di bombardamenti francesi. Contrariamente a certi paesi della Mosa che non ritornarono mai in vita, Varennes fu interamente ricostruita.
Oggi Varennes è un capoluogo di cantone con 700 abitanti, al limitare della magnifica foresta d'Argonne. Come molti comuni della regione, è gemellata con un comune tedesco, Petershausen (alla periferia di Monaco di Baviera).
Il suo museo ripercorre il passato del paese e della sua regione, dall'epoca gallo-romana fino al XX secolo, passando per l'arresto di Luigi XVI e i tristi anni della prima guerra mondiale.

## Società

### Evoluzione demografica
Abitanti censiti